# Paweł Nassalski
Paweł Adam Nassalski (ur. 7 października 1953 w Warszawie) – publicysta, psycholog, działacz opozycji demokratycznej w PRL.
Współpracownik Komitetu Obrony Robotników, KSS „KOR” i miesięcznika "Głos", organizator wykładów Towarzystwa Kursów Naukowych. Za swoją działalność wielokrotnie represjonowany przez Służbę Bezpieczeństwa.
Od 1981 r. przebywał przez 11 lat w USA. Współzałożyciel i członek zarządu nowojorskiego Komitetu Pomocy Solidarności. Redaktor naczelny wydawnictw Komitetu. Nowojorski korespondent Radia Wolna Europa, redaktor i dziennikarz w polonijnej prasie i telewizji.
W 2005 r. członek Sztabu Wyborczego PiS oraz kandydata na prezydenta Lecha Kaczyńskiego. W 2007 i w 2010 r. w wyborach do Sejmu kandydat na posła z list Prawa i Sprawiedliwości.
Odznaczony tytułem Zasłużony Działacz Kultury oraz Krzyżem Kawalerskim Orderu Odrodzenia Polski.
Szkoleniowiec i autor dwóch książek n.t. technik sprzedaży ubezpieczeń. Członek Ruchu Społecznego im. Prezydenta RP Lecha Kaczyńskiego, Stowarzyszenia Wolnego Słowa i klubu Mensa Polska.